# Salo Adler

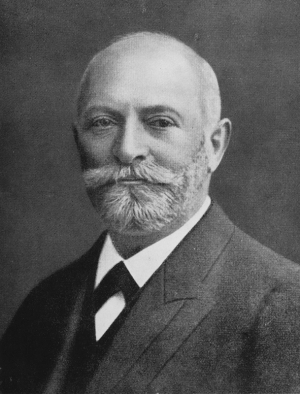
Salo Adler, etwa 1910

Salo Adler (* 26. September 1857 in Ratibor, Provinz Schlesien; † 26. Februar 1919 in Frankfurt am Main) war ein deutscher Schulleiter. Er war Direktor des Philanthropin in Frankfurt am Main.

## Leben
Salo Adler wurde am 26. September 1857 in der oberschlesischen Stadt Ratibor als Sohn des Moritz Adler geboren. Sein Vater starb bereits ein Jahr nach seiner Geburt. Salo besuchte das Königliche Gymnasium in Ratibor und legte am 3. März 1876 die Reifeprüfung ab. Von 1876 bis 1879 studierte er an der Universität Breslau Geschichte, Geographie und Germanistik. 1879 bis 1882 wirkte er als Lehrer an der Samson-Schule in Wolfenbüttel.
Am 26. Juni 1880 wurde er von der philosophischen Fakultät der Universität Göttingen auf Grund seiner Dissertation Herzog Welf VI. 1. Teil zum Dr. phil. promoviert. Am 3. August 1883 legte er in Breslau die Prüfung pro facultate docendi ab, danach absolvierte er am Königlichen Gymnasium in Schneidemühl sein Probejahr. Seine erste feste Anstellung als Lehrer folgte am 1. April 1885 am Kaiserin-Auguste-Victoria-Gymnasium in Schneidemühl. 
Im Juni 1890 wechselte er als stellvertretender Leiter an das israelitische Mädchengymnasium in Berlin, dessen Rektor er im April 1892 wurde. In Berlin gründete Adler eine Vereinigung Jüdischer Lehrer. 
Adler wurde im November 1899 als Nachfolger von Hermann Baerwald zum Direktor der Realschule der israelitischen Gemeinde (Philanthropin) in Frankfurt am Main bestimmt. Dieses Amt trat er am 1. April 1900 an.
Adler kam in einer kritischen Zeit an das Philanthropin nach Frankfurt am Main. Die Zahl der Schüler war in den letzten Jahrzehnten immer mehr gesunken. Sie sank von ca. 900 Mitte des 19. Jahrhunderts auf etwa die Hälfte am Ende des Jahrhunderts. Dies war auch eine Folge dessen, dass die Kinder jüdischer Eltern immer mehr die allgemeinen Schulen der Stadt besuchten und nicht aufs Philanthropin geschickt wurden. Zudem unterstützte Adler Ansätze einer stärkeren Re-Judaisierung, die Anfang des 20. Jahrhunderts einsetzte. Vereinzelt wurden Kinder jüdisch-orthodoxer Eltern wieder in das Philanthropin geschickt.
In die Amtszeit von Salo Adler fiel die Hundertjahrfeier des Philanthropins im Jahre 1904. Hierzu veröffentlichte Adler zusammen mit seinem Amtsvorgänger eine umfangreiche Festschrift, in der zahlreiche bekannte Schüler Beiträge lieferten. Im selben Jahr wurde auch ein erster Kindergarten eröffnet. Ein großes Verdienst von Adler besteht in seinem Hinwirken auf einen Schulneubau an einem neuen Standort. Im Jahre 1908 zog die Schule von der Rechneigrabenstraße 14–16 in das nach den Plänen von Georg Matzdorff und Ernst Hiller (Ingenieur) errichtete Gebäude in der Hebelstraße 17 um. Damit waren die schulischen Bedingungen wesentlich verbessert worden. Adler versuchte die Schule zu einer Vollanstalt mit der Möglichkeit zur Ableistung der Reifeprüfung auszubauen. Seine Bemühungen wurden jedoch durch den Beginn des Ersten Weltkrieges vereitelt.  
Salo Adler starb am 26. Februar 1919 im Alter von 61 Jahren. Er wurde auf dem Alten jüdischen Friedhof Rat-Beil-Straße in Frankfurt am Main begraben. Adler war mit Rosa Adler verheiratet. Ernst Adler, der einzige Sohn des Paares, wurde am Ende des Ersten Weltkrieges als Leutnant der Luftwaffe abgeschossen.

## Veröffentlichungen
- 1881: Welf VI. und sein Sohn. Hannover.
- 1883: Zur ältesten Geschichte des Welfenstammes. Hannover.
- 1904: Geschichte der Realschule der israelitischen Gemeinde (Philanthropin) zu Frankfurt/M. 1804-1904. Von Dir. A. D. Hermann Bärwald und Dir. Dr. Salo Adler, Frankfurt/M.
- 1905: Das Schulunterhaltungsgesetz und die preußischen Bürger jüdischen Glaubens, Frankfurt am Main.
- 1907: Zur Erinnerung an Dr. Hermann Baerwald, Direktor der Realschule der israelitischen Gemeinde (Philanthropin) 1868-1899. Frankfurt/M. 1907. S. 5–23.
- 1913: Für und wider die jüdische Volksschule in Preußen, Frankfurt am Main.